# Eero Saarinen

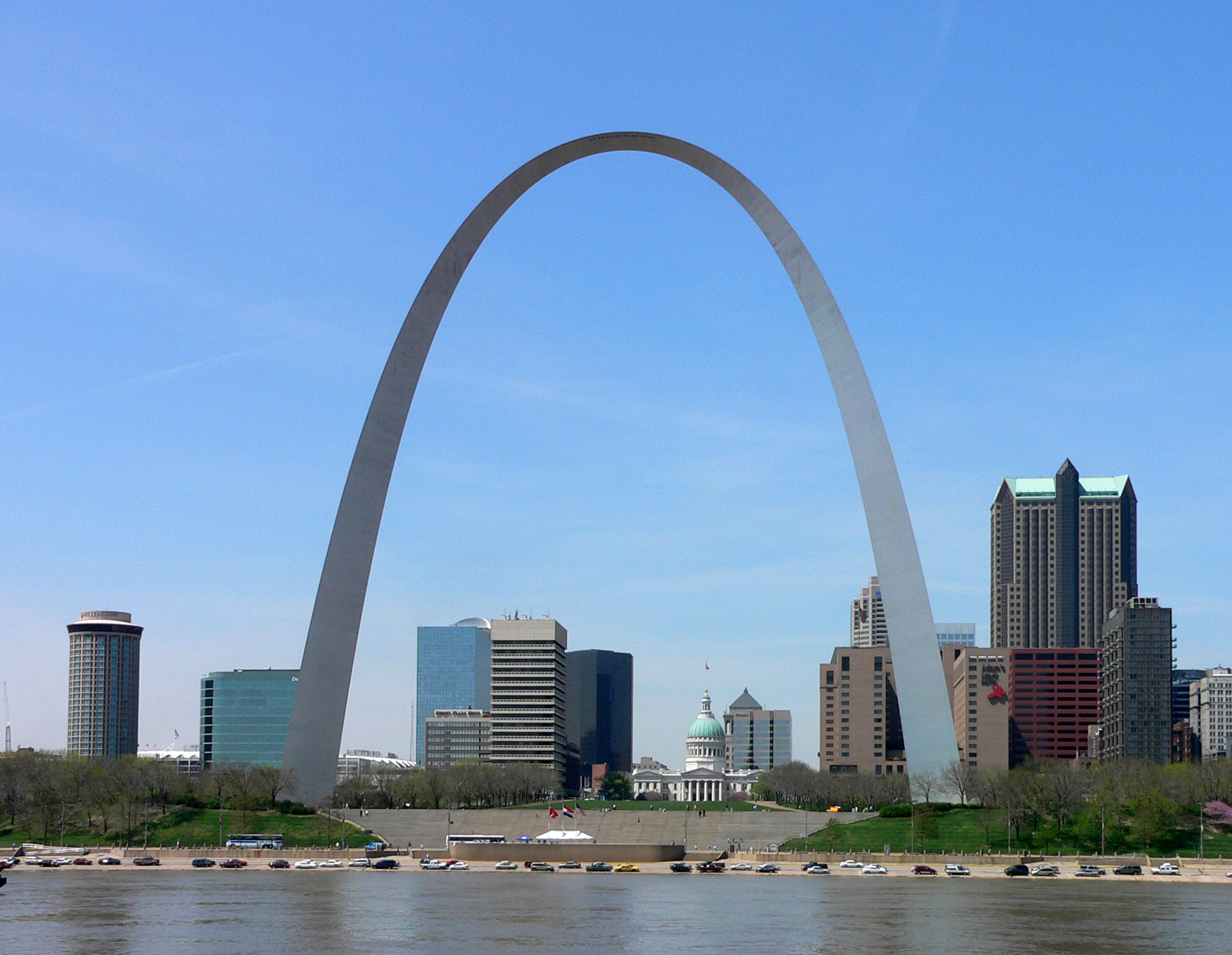
Gateway Arch in St. Louis: Saarinen, fertiggestellt von Roche und Dinkeloo (1961–66)

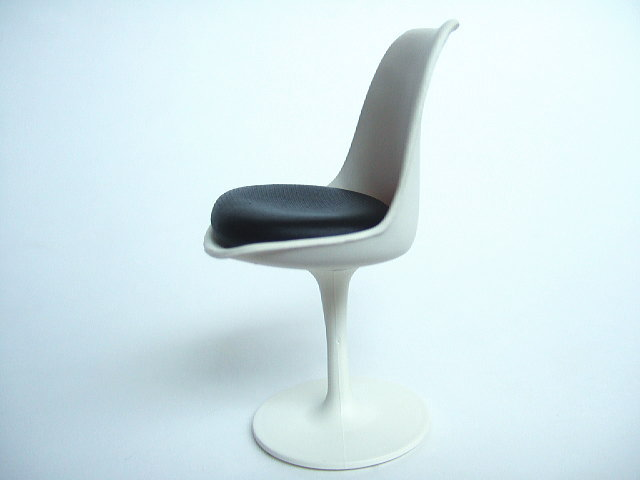
„Tulpenstuhl“

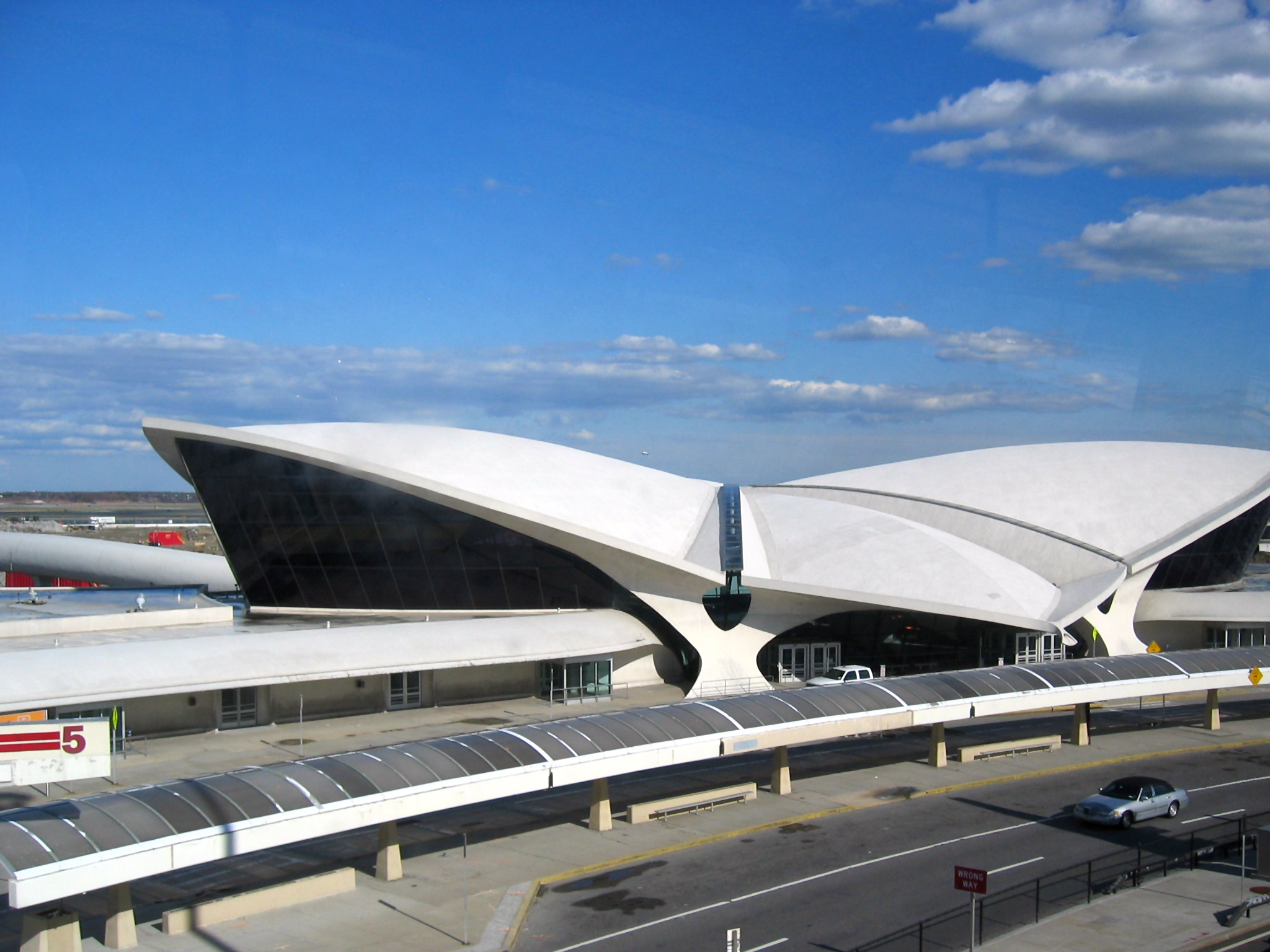
TWA- Terminal des JFK International Airport: Saarinen, fertiggestellt von Roche und Dinkeloo (1956–62)

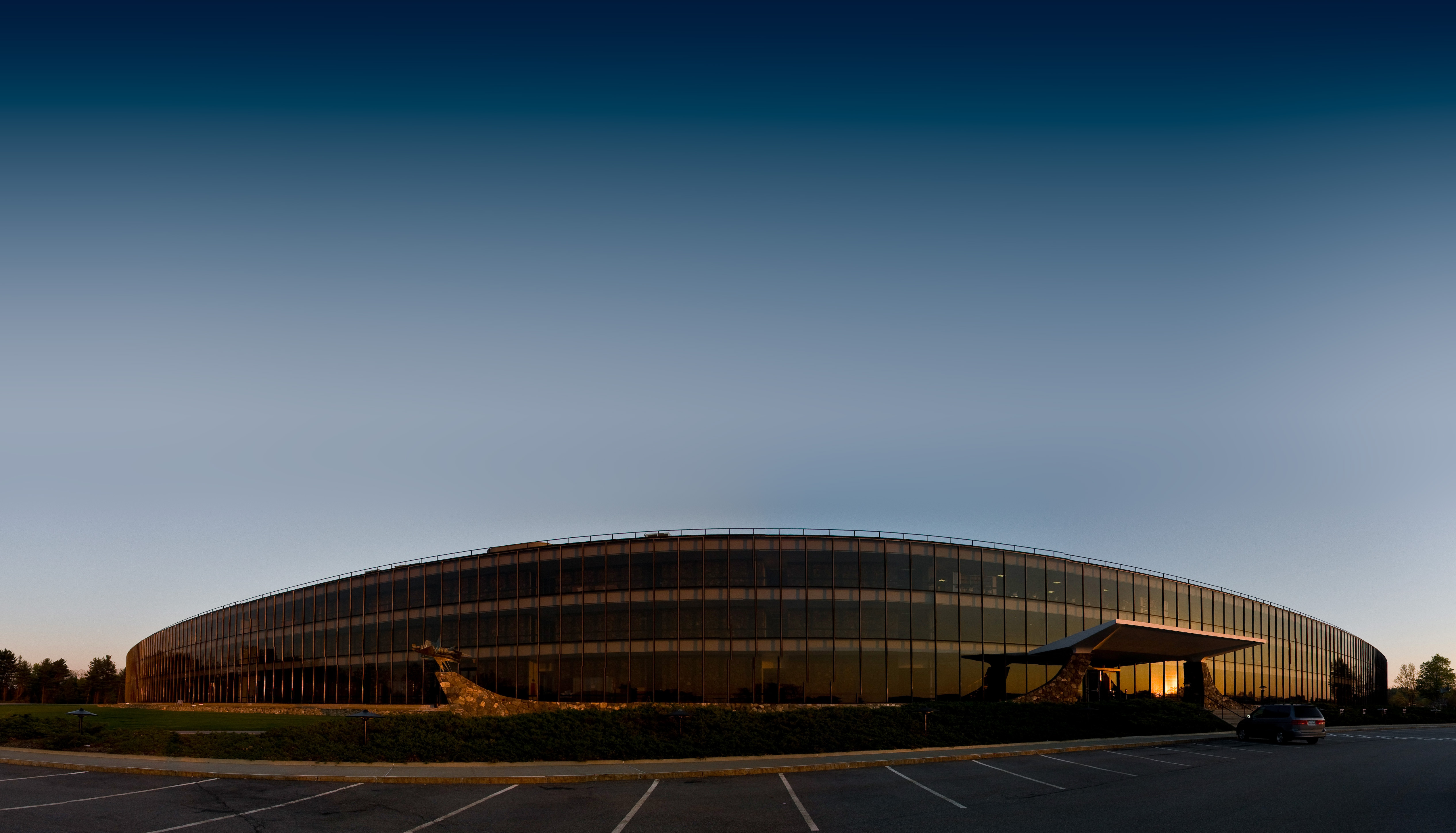
Thomas J. Watson Research Center, Hauptgebäude in Yorktown Heights

Eero Saarinen (* 20. August 1910 in Kirkkonummi, Finnland; † 1. September 1961 in Ann Arbor, Michigan) war einer der bekanntesten Architekten und Designer des 20. Jahrhunderts.

## Biografie
Saarinen war Sohn von Eliel Saarinen, einem ebenfalls sehr bekannten Architekten. 1923 emigrierte die Familie Saarinen in die USA. Die Familie wohnte auf dem Campus der Cranbrook Educational Community im wohlhabenden Bloomfield Hills; der Vater selbst hatte die Architektur dieses Campus konzipiert.
Von 1929 bis 1930 studierte Eero Saarinen zunächst Bildhauerei an der Académie de la Grande Chaumière in Paris. Daran schloss sich von 1930 bis 1934 ein Architekturstudium an der Yale School of Art and Architecture an. Anschließend trat er in das Architekturbüro seines Vaters ein und wurde 1941 dort Partner. 1935/1936 baute er, gemeinsam mit Jarl Eklund, das baulich veraltete und nicht mehr ausreichende Svenska Teatern in Helsinki um. 1940 nahm er mit Charles Eames an einem Wettbewerb des Museum of Modern Art in New York teil. Mehrere ihrer Entwürfe, darunter der Organic Chair, gewannen in den verschiedenen Kategorien.
1948 gewann er mit dem Wettbewerb für das Jefferson National Expansion Memorial in St. Louis seine erste wichtige öffentliche Anerkennung. Dort konkurrierte er gegen international angesehene Architekten, u. a. auch gegen seinen Vater. Der gewaltige Bogen wurde allerdings erst nach Eero Saarinens Tod, 1963, vollendet.
1950 eröffnete er sein eigenes Architekturbüro Eero Saarinen and Associates in Birmingham, Michigan. 1954 wurde er in die American Academy of Arts and Sciences sowie in die American Academy of Arts and Letters gewählt. 1957 entwarf er das Milwaukee Art Museum.
Saarinen orientierte sich zunächst stark an den strengen kubischen Formen von Ludwig Mies van der Rohe, ehe er im Lauf der Zeit expressivere Formen fand, die stark an Skizzen von Erich Mendelsohn erinnern. Bekannt sind vor allem seine schwungvollen freitragenden Dachkonstruktionen.
Neben Gebäuden konstruierte Eero Saarinen auch Möbel. Berühmt sind sein einbeiniger „Tulpen-Stuhl“ (Tulip Chair) mit seinem breiten, kreisrunden Standfuß und der Womb Chair aus dem Jahre 1948.
Beim Wettbewerb für das Opernhaus von Sydney 1956 bis 1957 war Eero Saarinen Vorsitzender der Jury. Er soll diesem Wettbewerb eine entscheidende Wende gegeben haben, indem er den schon abgelehnten Entwurf des späteren Siegers Jørn Utzon zwischen den Unterlagen zu Tage förderte und der Aufmerksamkeit der Jury empfahl. 1958 wurde Saarinen in New York City zum Mitglied (NA) der National Academy of Design gewählt.
Saarinen starb mit 51 Jahren an den Folgen einer Hirntumor-Operation. Nach dem Tode Eero Saarinens führten seine Mitarbeiter Kevin Roche und John Dinkeloo unter seinem Namen bis 1966 das Büro weiter (danach Umbenennung in Kevin Roche John Dinkeloo & Associates) und sorgten für die Vollendung der begonnenen Arbeiten. Dazu zählte der einzige von Saarinen entworfene Wolkenkratzer, das CBS Building in New York City.

## Werke (Auswahl)
- General Motors Technical Center, Warren, Michigan, 1949–1956
- Kresge Auditorium am MIT, Cambridge, Massachusetts, 1953–1955
- Trans World Airlines Terminal (TWA Flight Center) am John F. Kennedy-Flughafen, New York, postum, 1956–1962
- Hängedach am Dulles International Airport, Washington, D.C., postum, 1958–1962
- John Deere and Company Administration Center, Moline, Illinois, postum, 1957–1963
- Terminal Hellenikon Ost am Athener Flughafen Ellinikon, 1960–1963
- Thomas J. Watson Research Center, Yorktown Heights, New York, 1961
- Ehemalige Amerikanische Botschaften London und Oslo[4]
- Jefferson National Expansion Memorial („Gateway Arch“), St. Louis, postum, 1963
- Vivian Beaumont Theatre, New York City, mit Jo Mielziner, postum, 1965

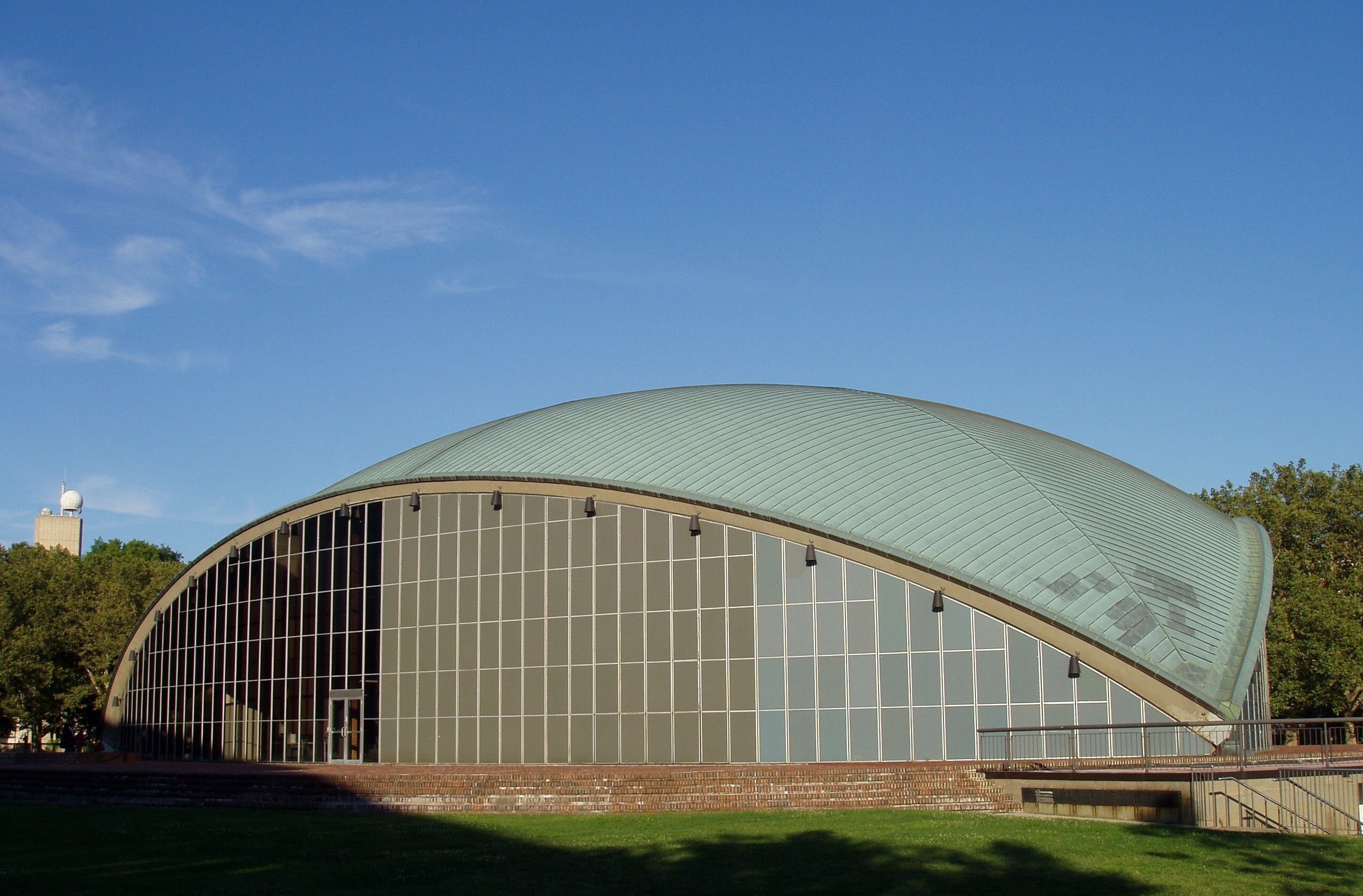
Kresge Auditorium am MIT (1953–55)
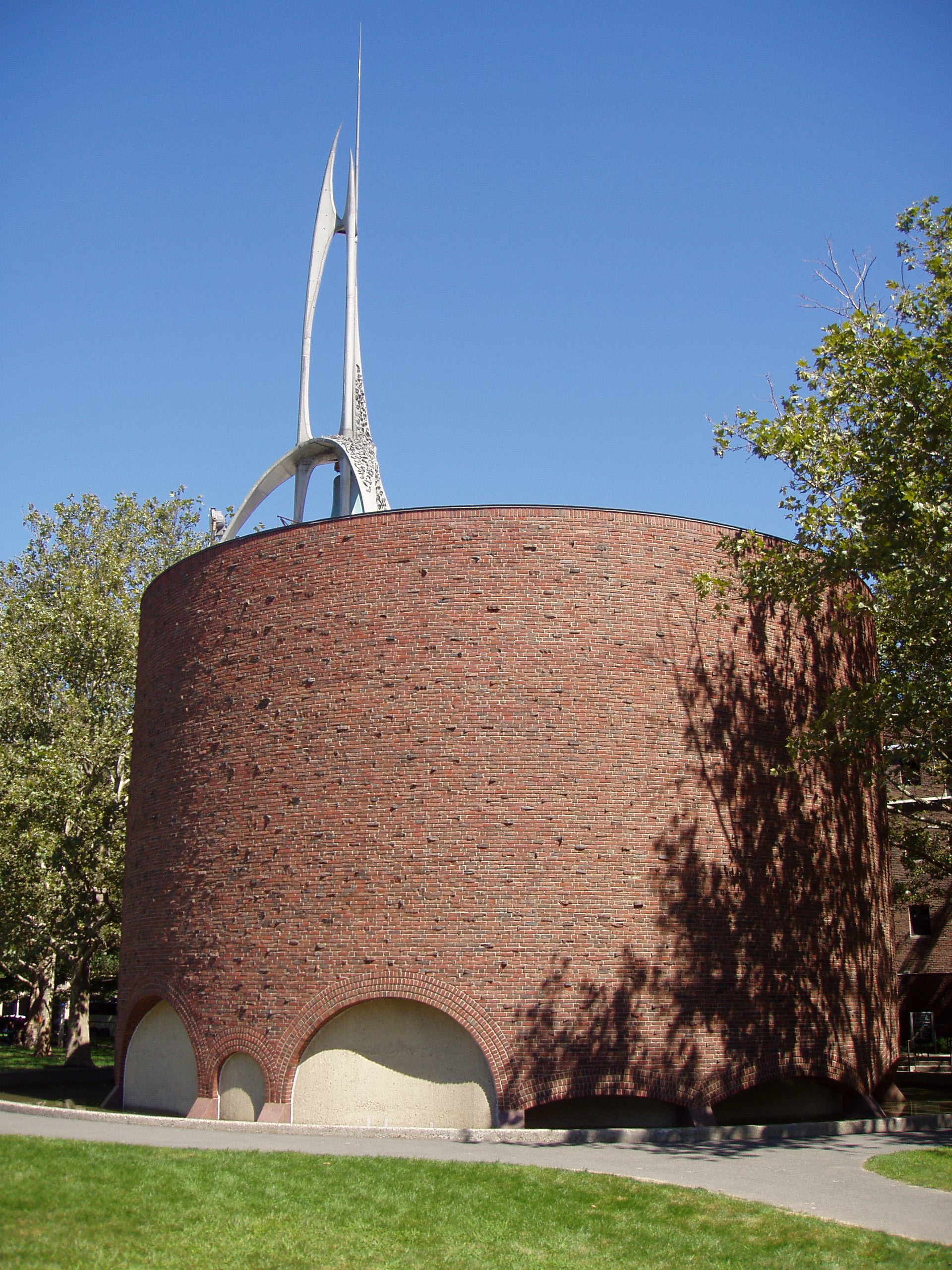
MIT-Kapelle, außen
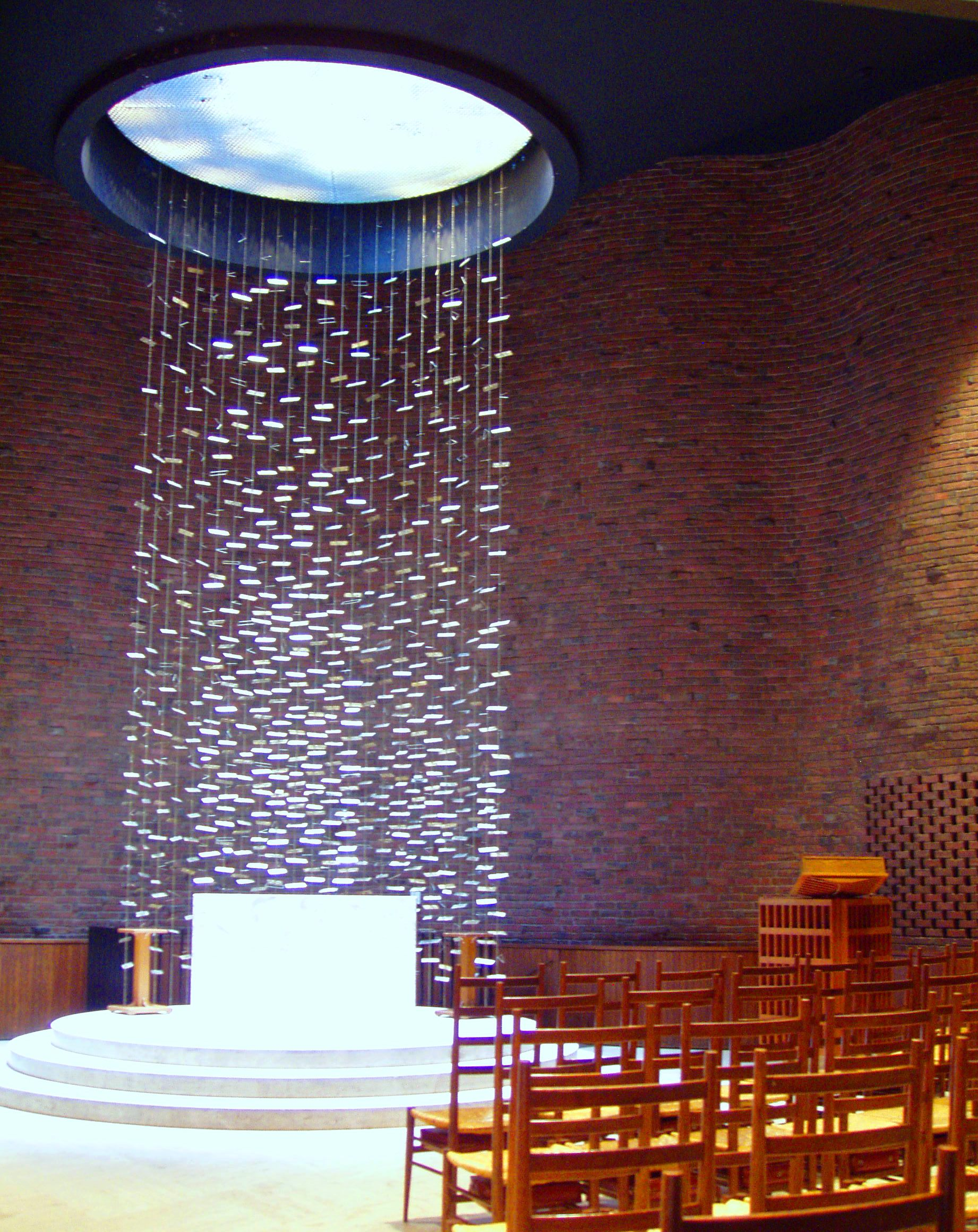
MIT-Kapelle, innen
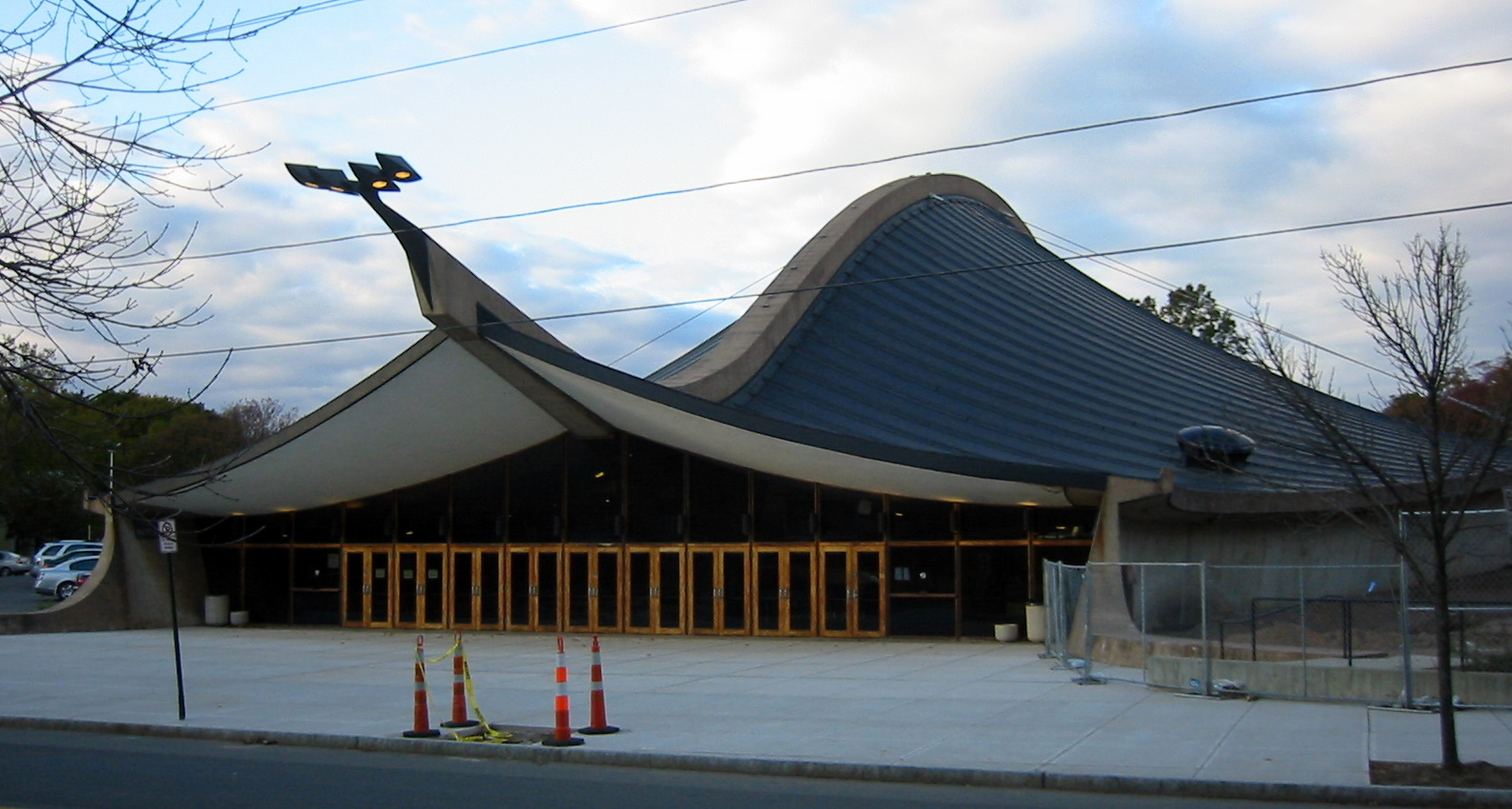
Ingalls-Eislaufhalle der Yale University
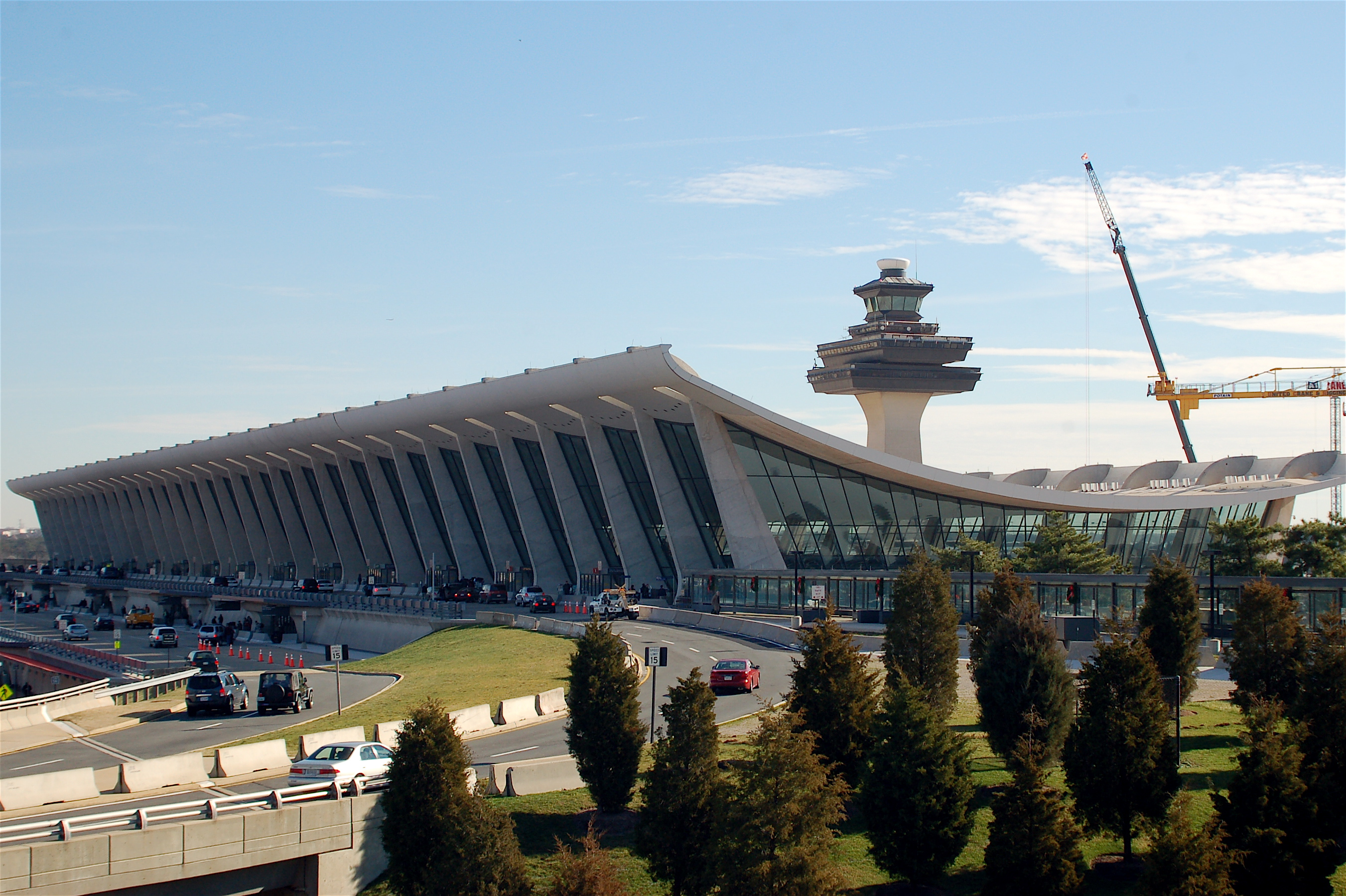
Dulles International Airport
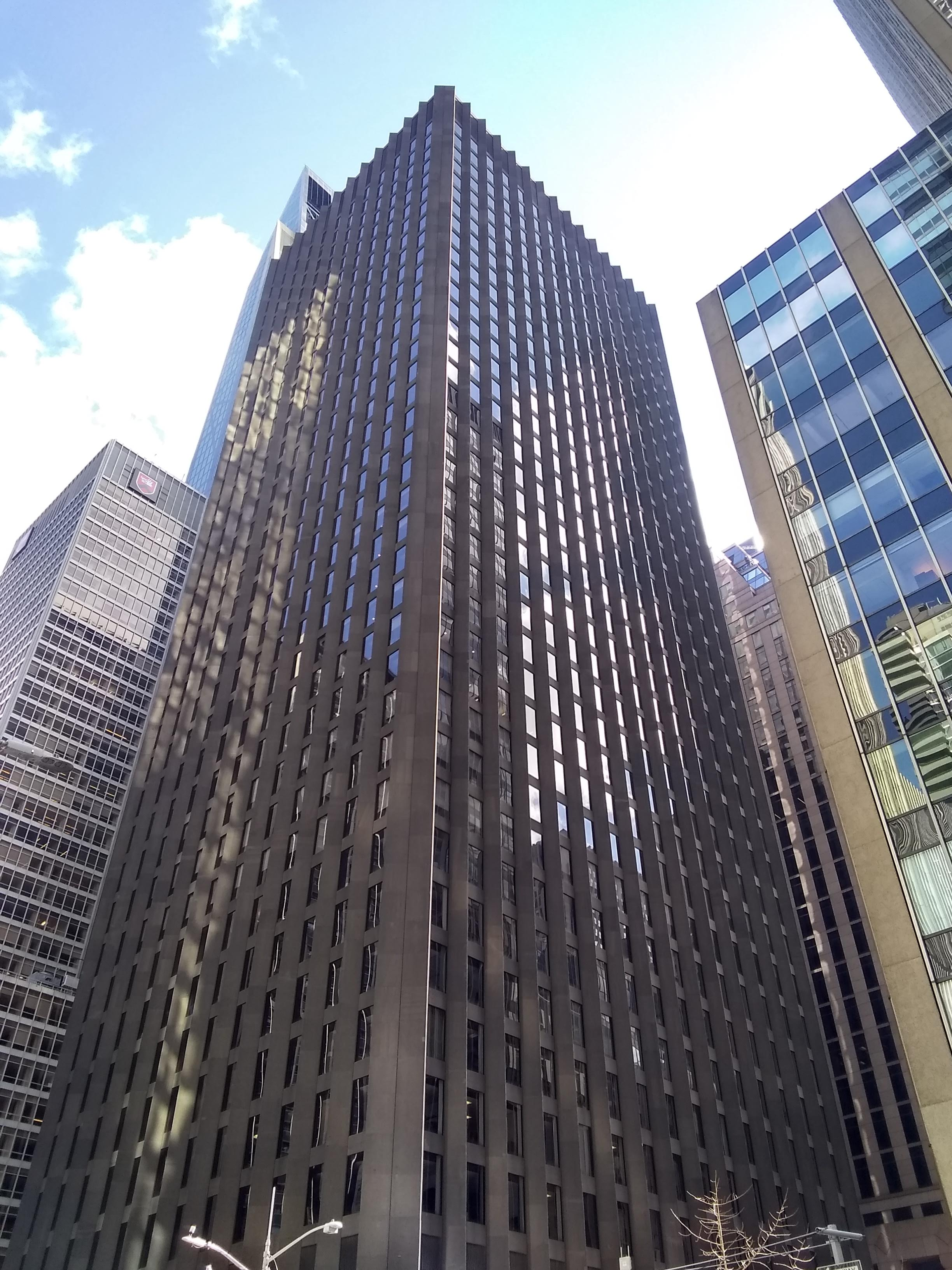
CBS Building